# Baustraße (Güstrow)

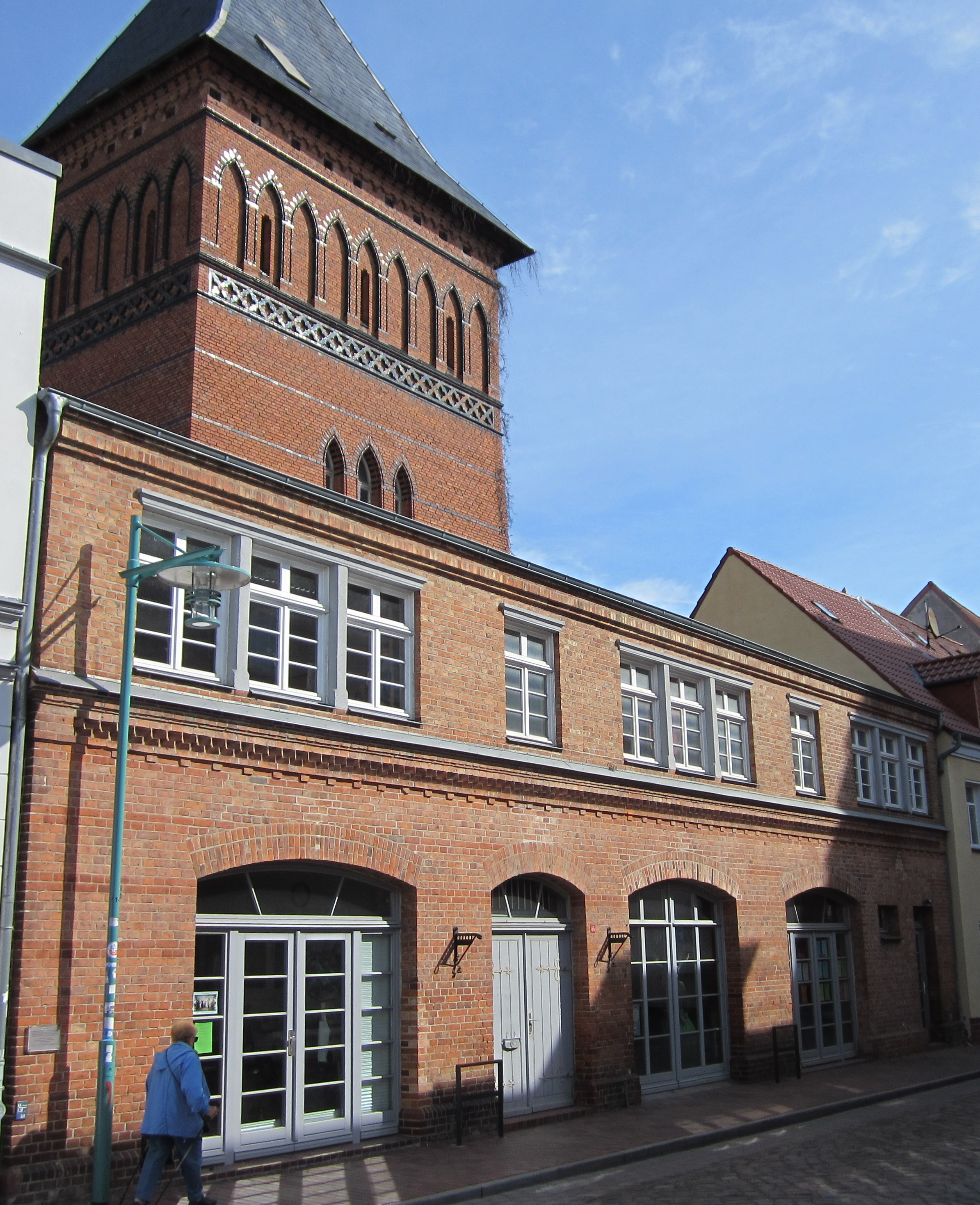
Nr. 4/5

Die historische Baustraße in Güstrow liegt in der nördlichen Altstadt. 
Sie führt in West-Ost-Richtung von den Straßen Pferdemarkt und Enge Straße bis zur Straße Am Berge.

## Nebenstraßen

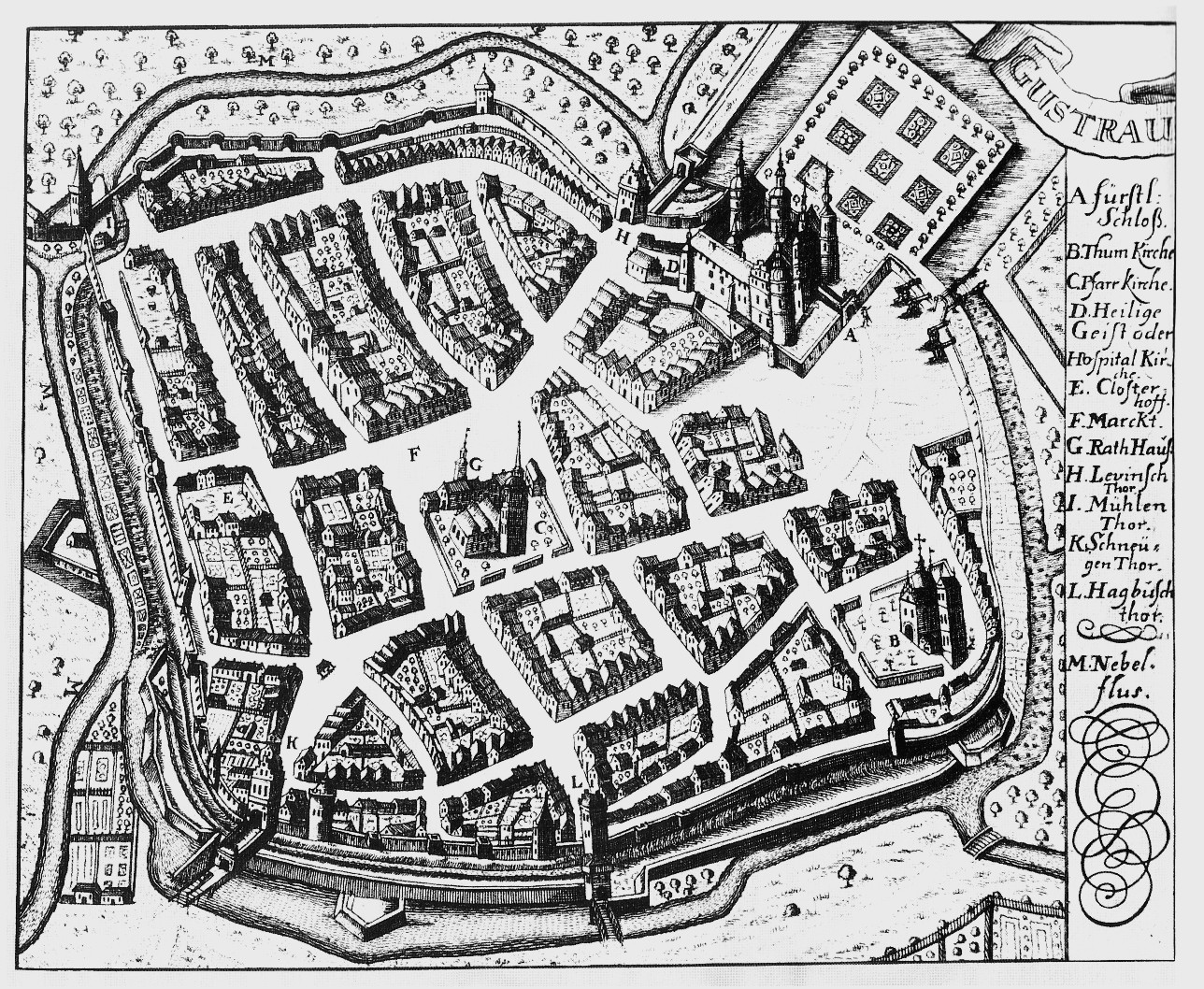
Güstrow 1706, oben links Baustraße

Die Nebenstraßen und Anschlussstraßen wurden benannt als Pferdemarkt nach dem 1270 erwähnten Pferdemarkt, Enge Straße, Armesünderstraße mit dem früheren Armesünderturm als Verlies für Verbrecher, Flethstaken nach dem früheren Fleet zur Nebel und Am Berge (früher Ziegenmarkt) wohl wegen des leichten Anstieges vom Nebeltal.

## Geschichte

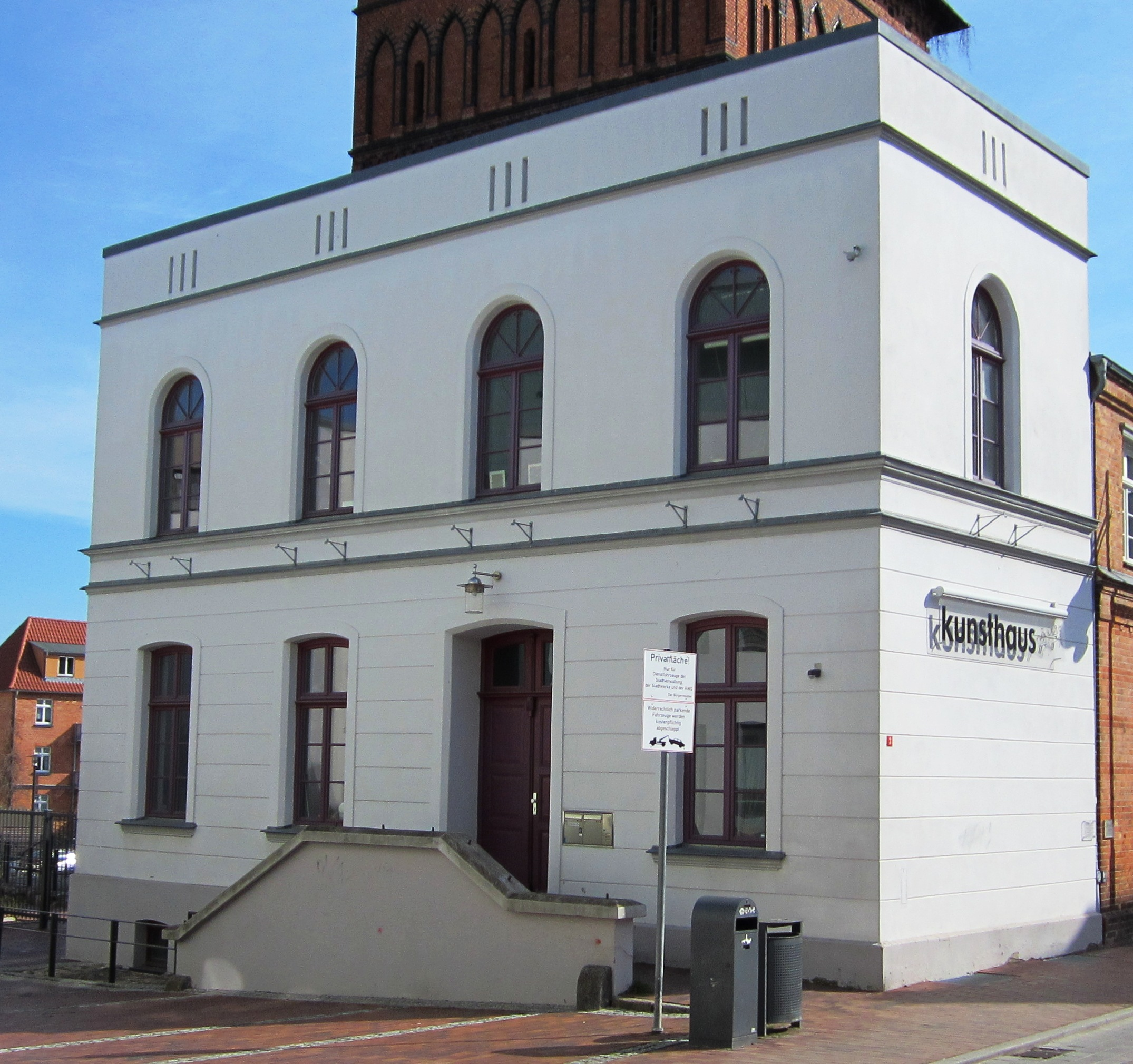
Nr. 3

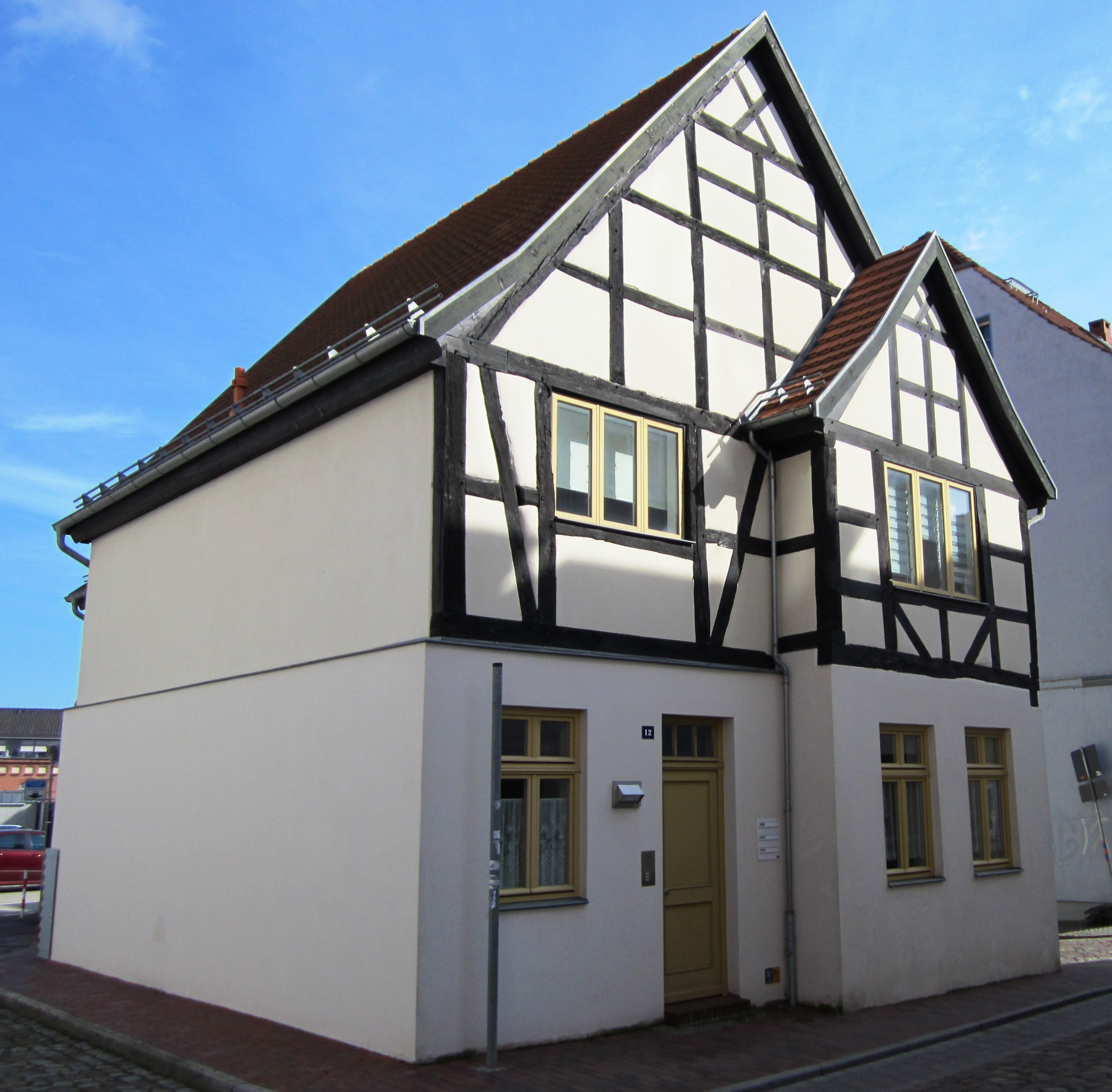
Nr. 12

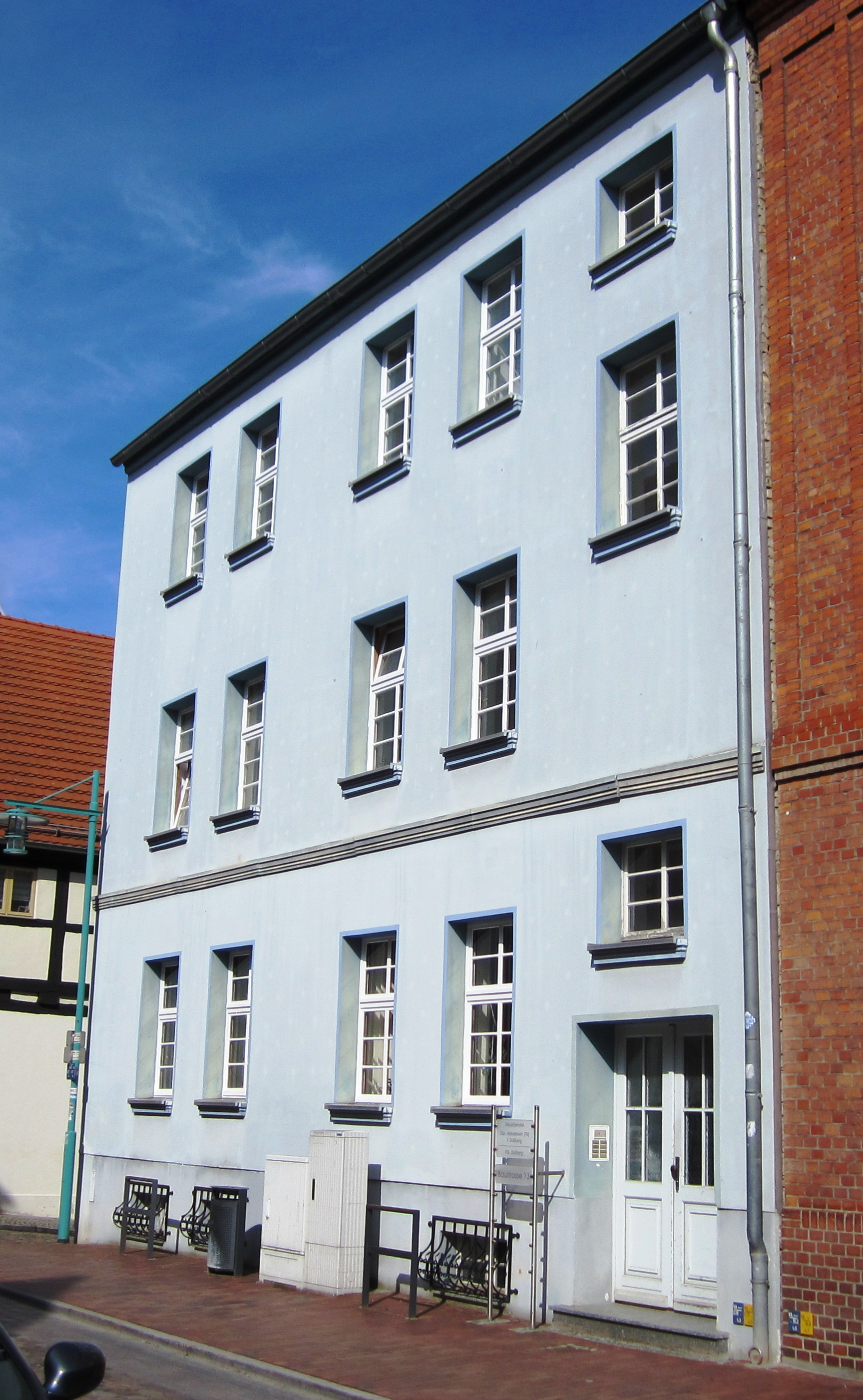
Nr. 13

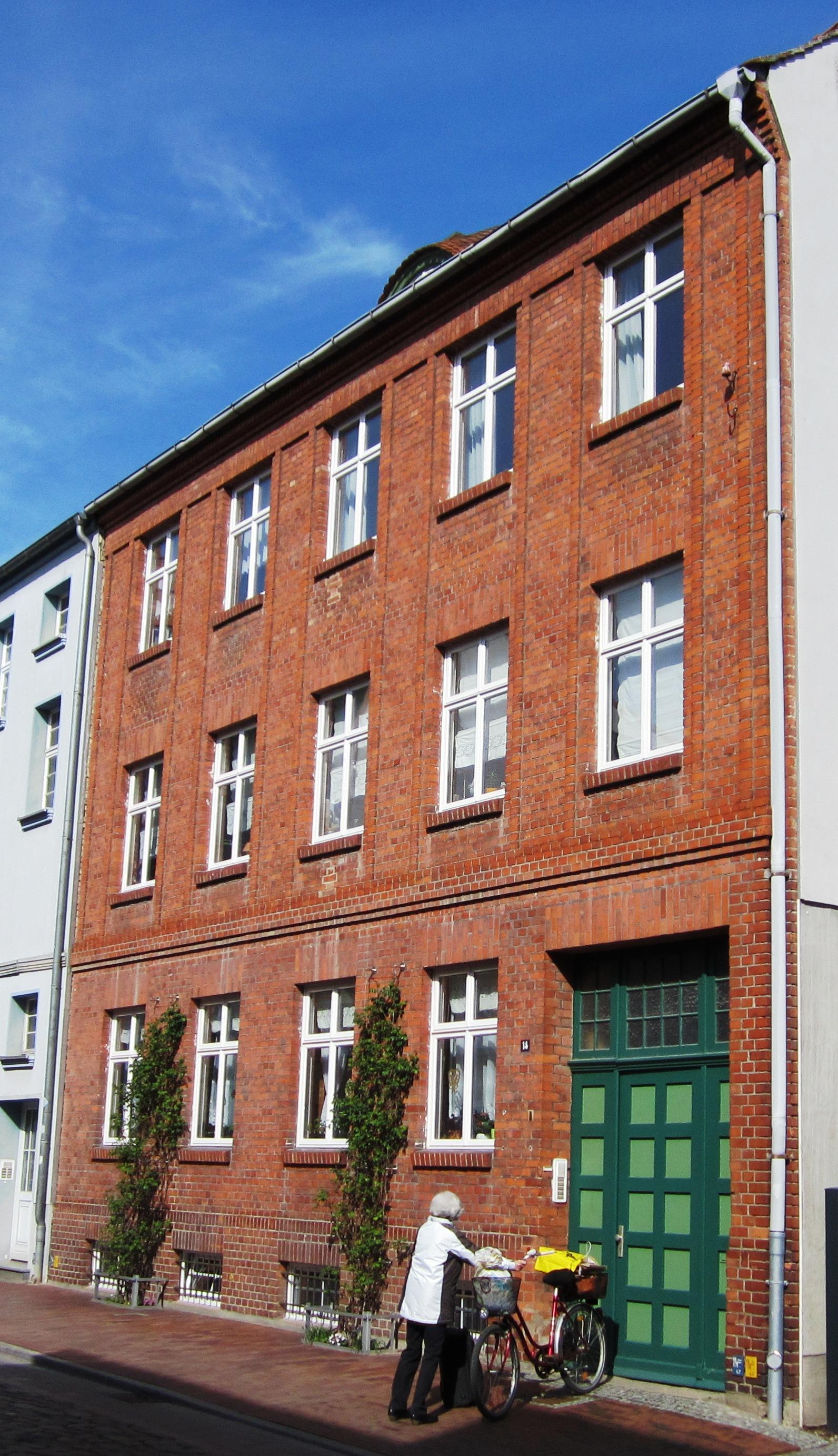
Nr. 14

Die Straße wurde benannt nach den hier bauenden Ackerbürgern als Baustraße.
Güstrow besteht seit um 1100 und war von 1229 bis 1436 sowie von 1556 bis 1695 Residenzstadt. Die slawische Burg und Schloss Güstrow prägten den Ort. Nach dem großen Stadtbrand von 1503 wurden viele Häuser neu erbaut. An der Südseite der Baustraße befanden sich früher die rückwärtigen Grundstückszugänge der Häuser der Mühlenstraße. Später entstanden dann kleine Wohnhäuser, oft im Besitz von Ackerbürgern.
Die Krohn-Schule nach Plänen vom Baumeister Heinrich Krohn wurde von ihm als Armenschule gestiftet. Sie diente später als Berufsschule. Sie dient heute das technische Rathaus der Stadtverwaltung.
Ab 1991 wurde die historische Altstadt als früheres Nationales Flächendenkmal und nun Modellstadt der Städtebauförderung saniert und so auch die Straße (2010) und ihre Häuser sowie die Innenhofbereiche (2014).

## Gebäude und Anlagen (Auswahl)
An der Straße stehen überwiegend zwei- und dreigeschossige Häuser. Die mit (D) gekennzeichneten Häuser stehen unter Denkmalschutz.
Nordseite
- Nr. 1: Abgerissenes Gebäude mit mittelalterlichen Elementen, zeitweise Hotel Haus Sonne, nach 2011 neues 2-gesch. Wohnhaus der AWG
- Nr. 2: 2-gesch. Hotel (D) mit einem Saal, prägendem Kraggesims, hohem Sockelgeschoss, Garten und Gartenhaus
- Nr. 3: 2-gesch. neoklassizistisches Verwaltungsgebäude von 1854 mit Wirtschaftsgebäude an der Armesünderstraße (D) sowie einem Schuppen mit offenem Obergeschoss; ehemalige 5. Großherzoglich-Mecklenburgische Staatstelegraphen-Station, seit um 1995 als Nr. 3/5: Kinder-Jugend-Kunsthaus Güstrow
- Nr. 4/5: 2-gesch. verklinkertes Feuerwehrhaus (D) und
  - 4-gesch. ehem. zweiter, 35,90 m hoher Wasserturm mit 750 m³ Fassungsvermögen und Zeltdach von 1928 (D) nach Plänen von Martin Eggert (Güstrow), seit 2008 nach Umbau Nutzung durch neun Wohnungen
- Nr. 8–10: 3-gesch. Ringhotel Altstadt
- Nr. 12: 2-gesch. freistehendes Wohnhaus (D) mit Fachwerkelementen im Obergeschoss
- Nr. 13: 3-gesch. Wohnhaus (D)
- Nr. 14: 3-gesch. verklinkertes Wohnhaus mit Stall im Hof (D), 2011 saniert
- Nr. 14a: 2-gesch. Wohnhaus, saniert um 2013/14 und Bauherrenpreis 2015
- Nr. 15/16: Stellplätze
- Nr. 20: 3-gesch. Wohnhaus, stark umgebaut in den 1900er Jahren
- Am Berge Nr. 3, Ecke Baustraße: 3-gesch. Wohn- und Geschäftshaus aus der Gründerzeit

Südseite
- Nr. 25/25b: 2-gesch. Wohnhaus von um 1900 (D), saniert nach 2016
- Nr. 26: 2-gesch. einfaches Wohnhaus (D)
- Nr. 27/28: 4-gesch. verklinkertes Wohnhaus (D)
- Nr. 33: 4-gesch. ehem. Schule (D), heute verschiedene Ämter der Stadt
- Nr. 35: 3-gesch. verklinkertes, neueres Wohn- und Geschäftshaus, zuvor stand hier ein 2-gesch. denkmalgeschütztes, verputztes Fachwerkhaus mit einem Zwerchgiebel, das abgerissen wurde
- Nr. 35b: 3-gesch. verklinkertes Haus mit Pub, Restaurant und Bar
- Nr. 37: 2-gesch. Wohnhaus (D), unsaniert
- Nr. 38: 2-gesch. Wohn- und Geschäftshaus des jüdischen Uhrmachers Lustig, das bei den Novemberpogromen 1938 angezündet wurde, aber schnell gelöscht worden konnte
- Nr. 40: 2-gesch. Wohnhaus, saniert nach 2016
- Nr. 44: Ecke Hollstraße 17: 2-gesch. Wohn- und Geschäftshaus (D), saniert ab 2012

### Denkmale
- Liste der Stolpersteine in Güstrow
  - Nr. 34: Für Benjamin Grossmann (1893–1936), Jakob Grossmann (* 1920), Bernhard Grossmann (* 1922) und Adolf-Abraham ’Ali’ Grossmann (* 1925) alle mit Kindertransport 1939 nach England sowie Cilly Grossmann (1929–1942) und Nycha Grossmann (1895–1942) beide ermordet in Auschwitz

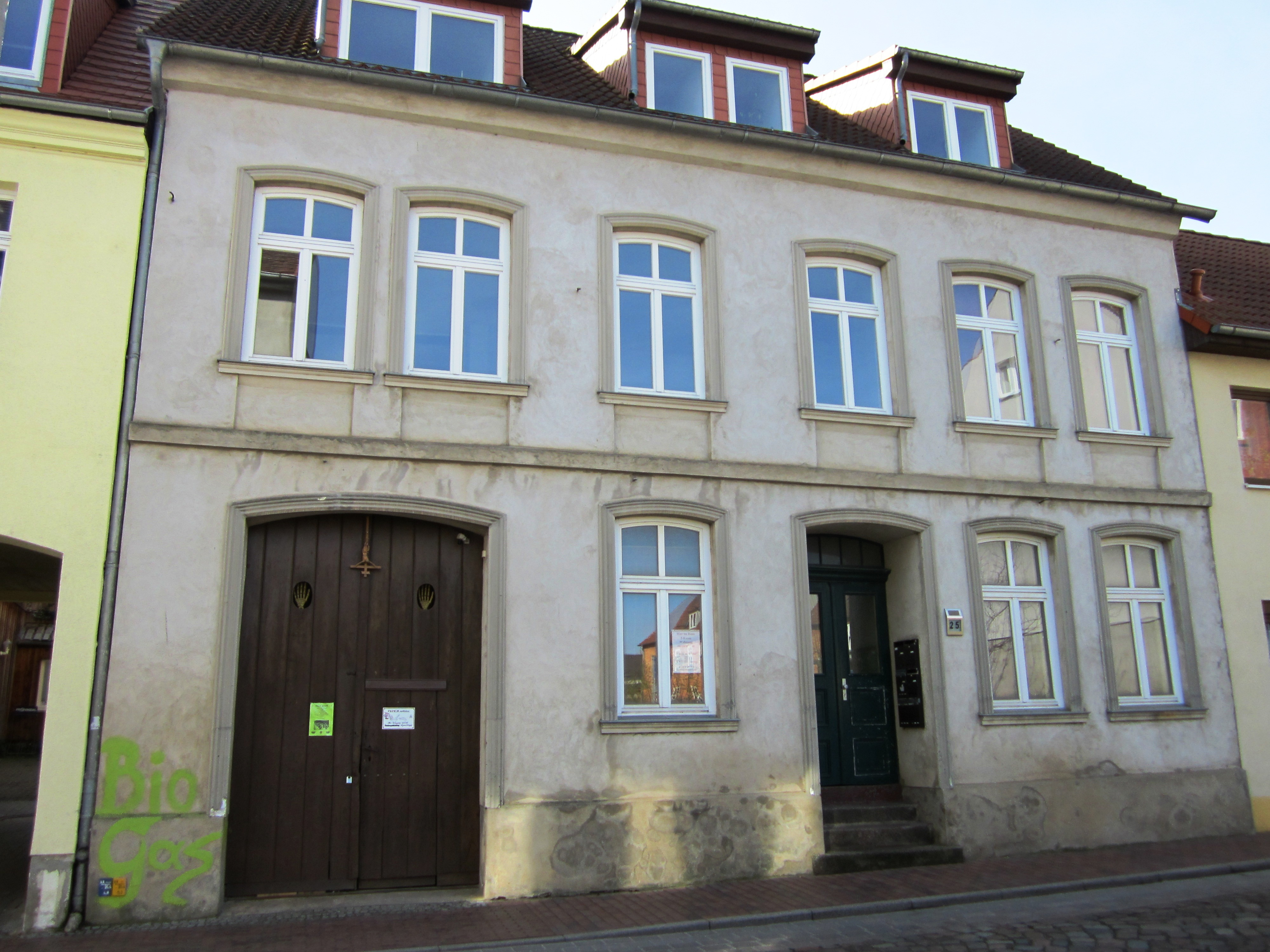
Nr. 25
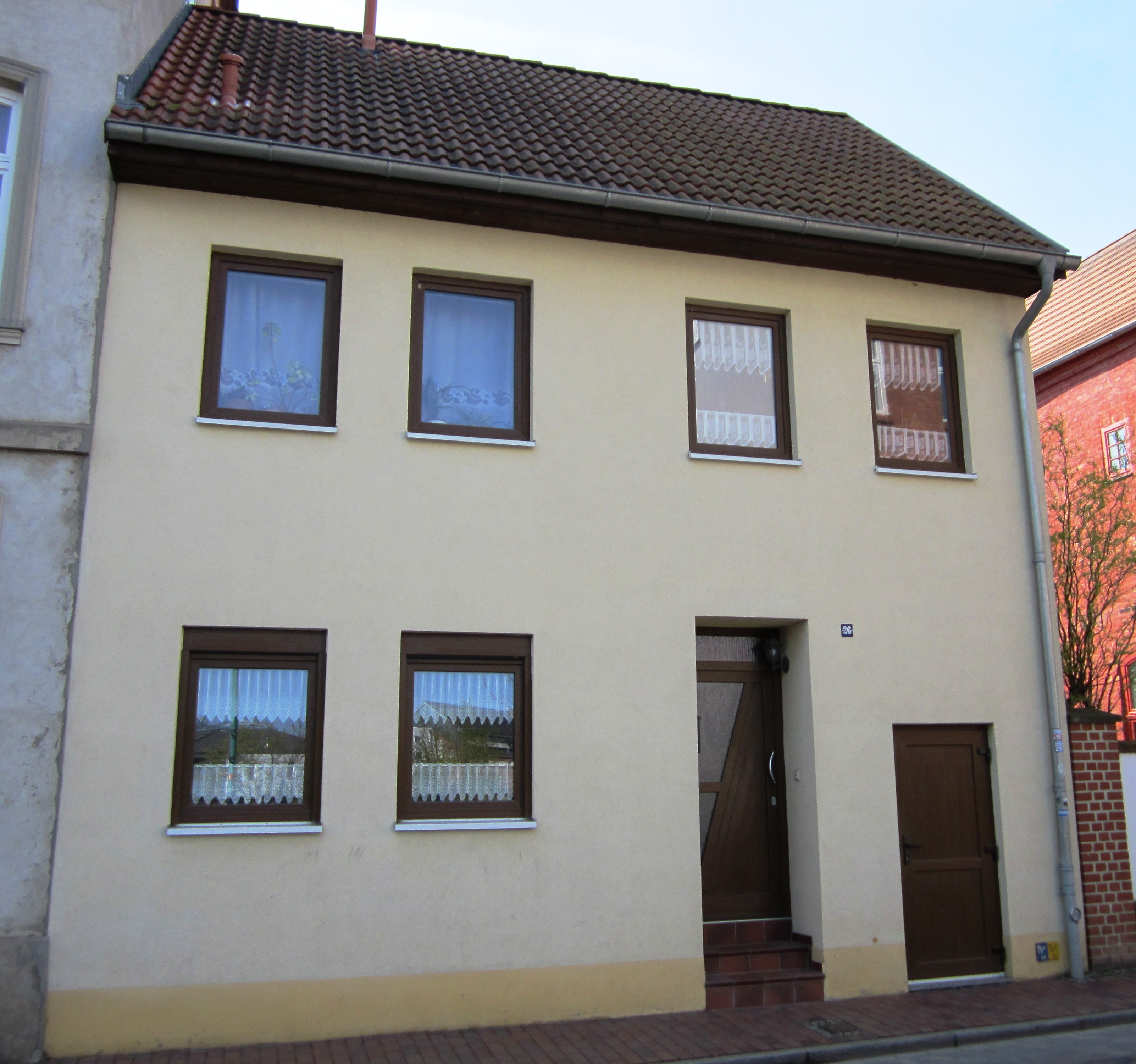
Nr. 26
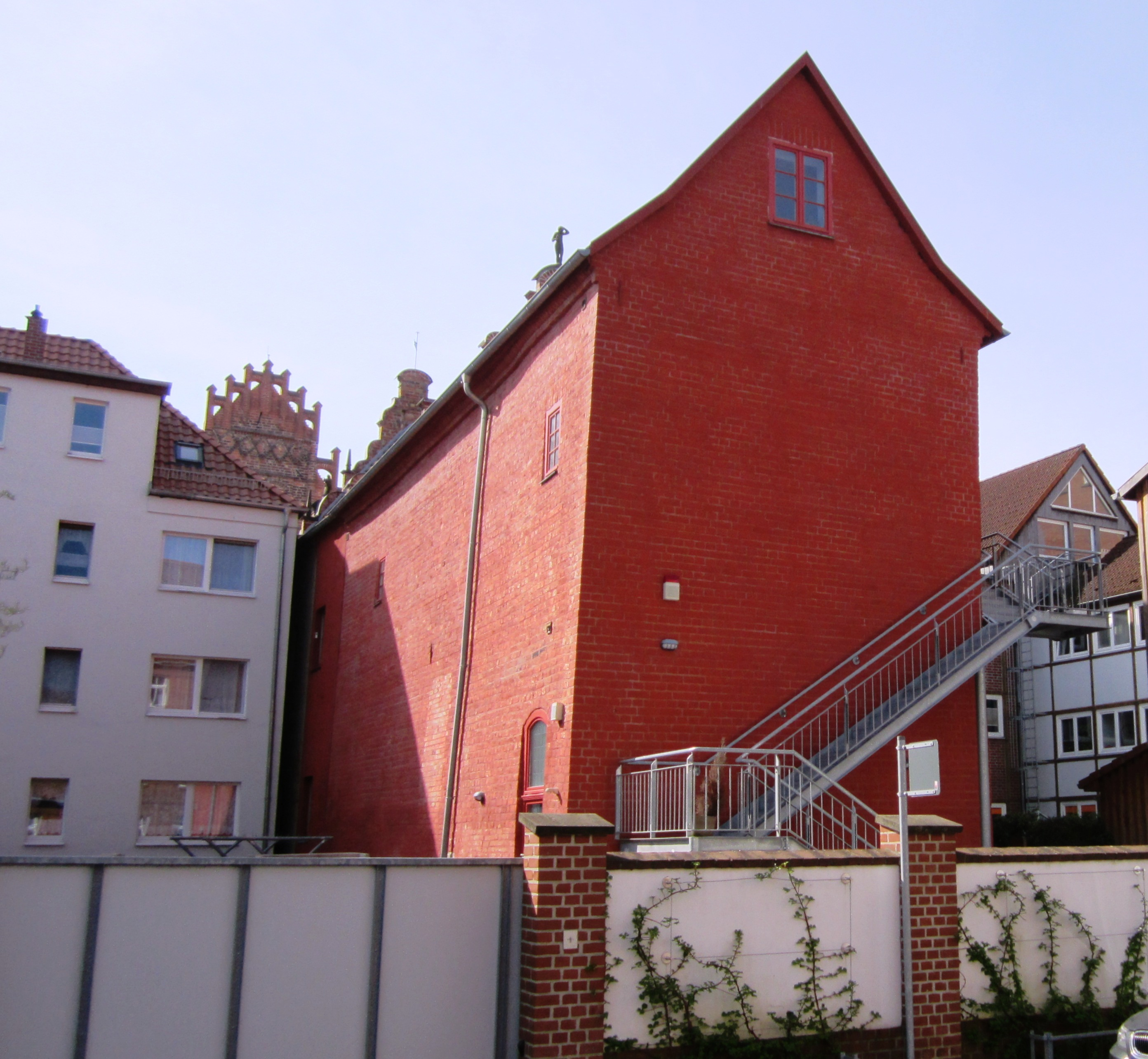
Nr. 28
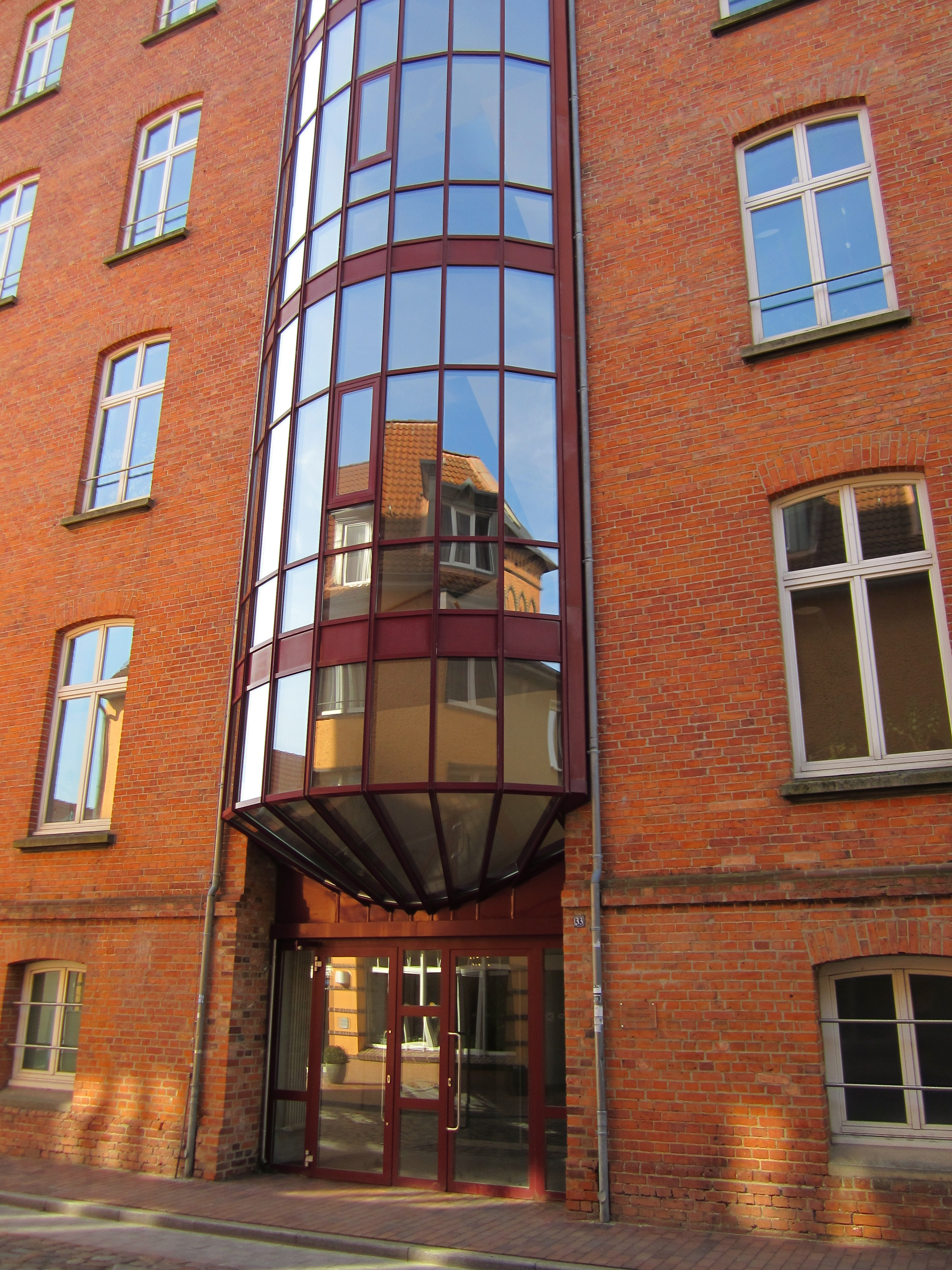
Nr. 33
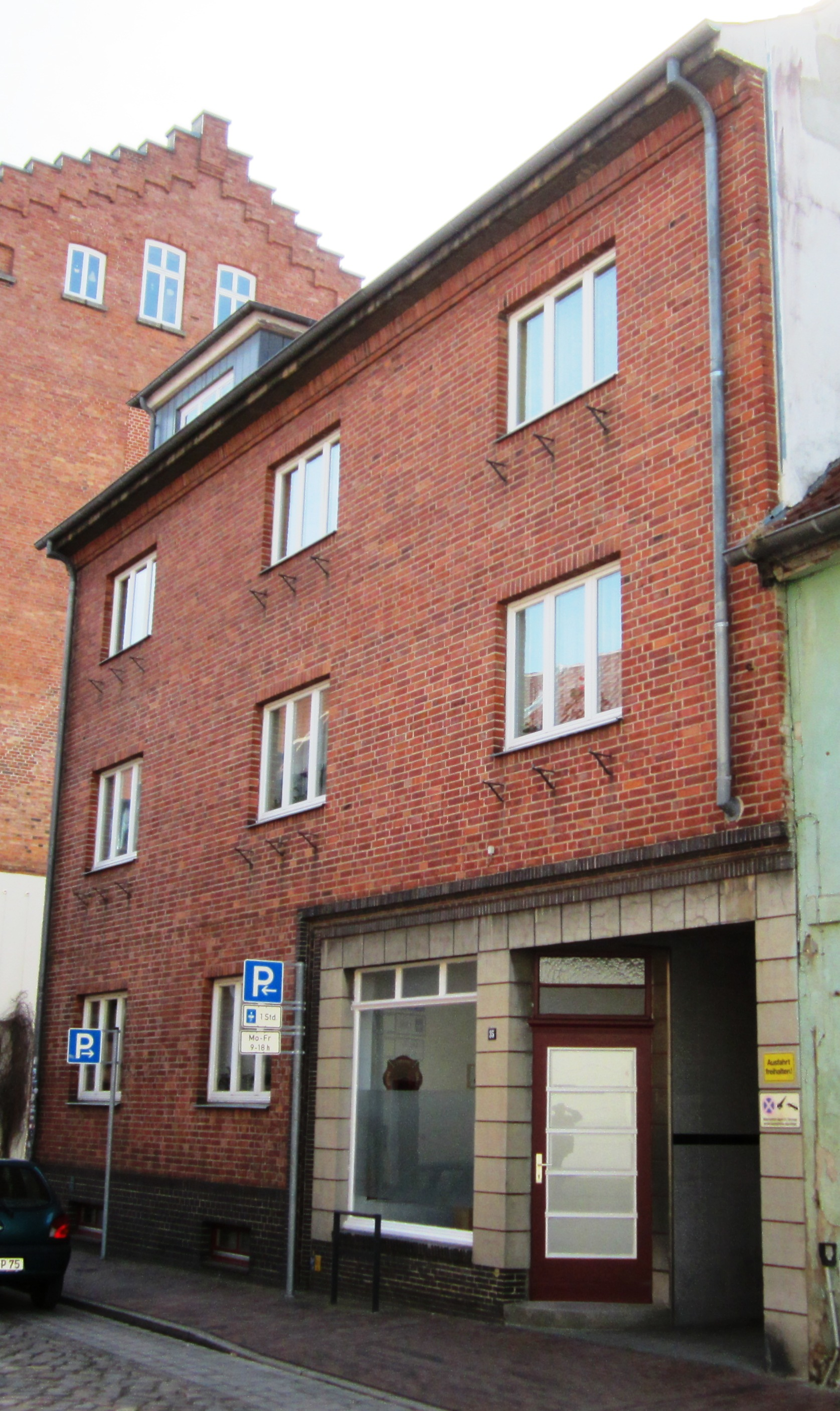
Nr. 35
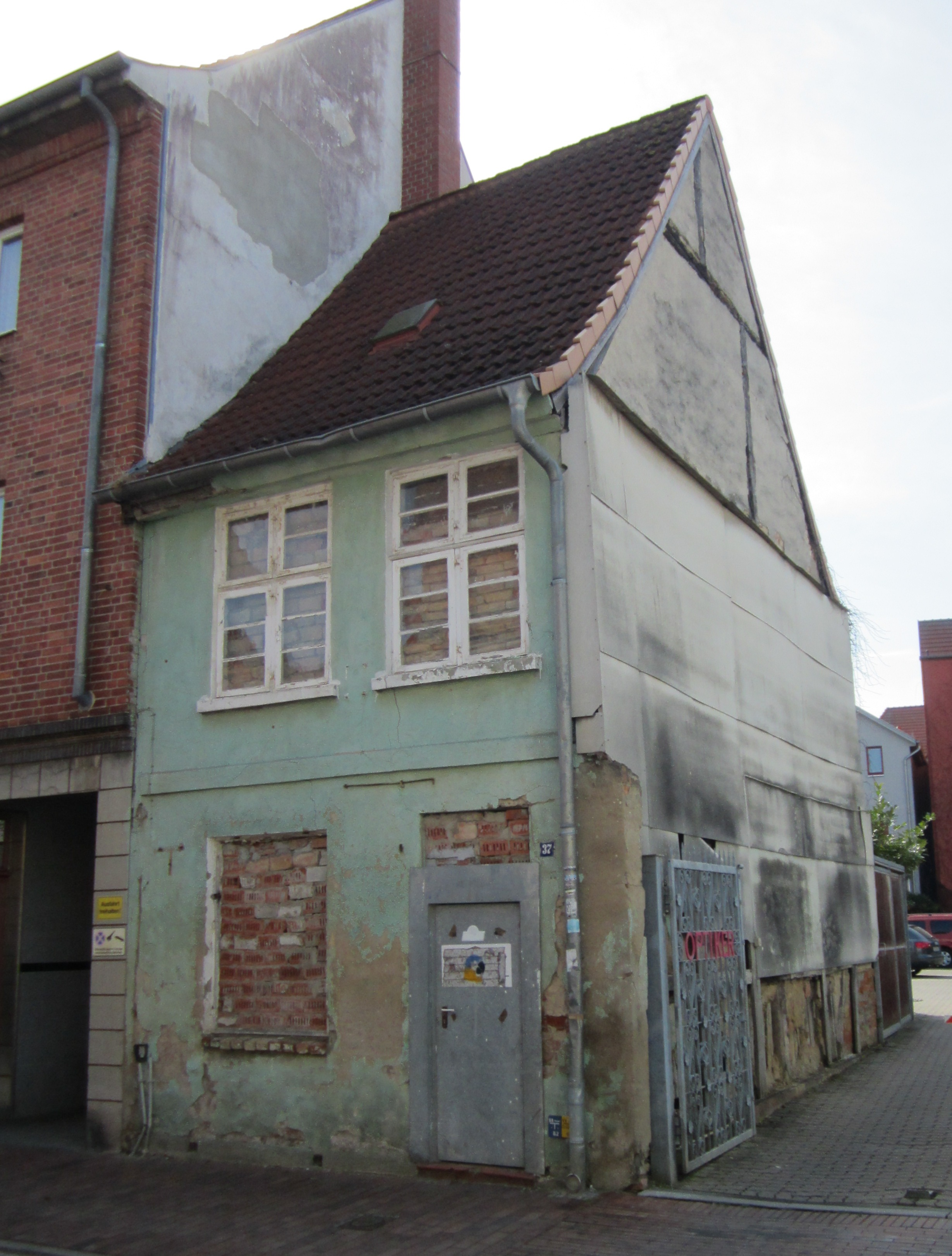
Nr. 37